# 바이충시
바이충시(白崇禧, Bái Chóngxǐ, 백숭희: 1893년 3월 18일 - 1966년 3월 18일)는 중화민국의 군벌, 군인, 정치가이다. 그는 국민혁명군 내의 가장 유능한 장군으로서 일급상장(一級上將:대장에 해당)까지 올랐다. 후이족으로서 무슬림이다.

## 초기이력
광시 성에서 이슬람교를 믿는 회족 가정에서 태어났다. 그의 조상은 중국에 건너와 난징에 정착한 아라비아 상인으로까지 거슬러 올라간다. 일설에 의하면 그의 할아버지는 태평천국 군대의 장수였다고 한다. 1907년 바이는 육군소학교에 들어갔으나 병때문에 학교를 중퇴하였다.
1911년 신해혁명이 발발하자, 사범학교에서 공부하던 바이는 학생군에 입대하여 후베이성까지 진격했다. 이후 우창 육군예비학교와 바오딩 육군군관학교에서 공부했다. 1916년 바이는 바오딩 군관학교를 제3기로 졸업했고, 광시육군 제1사단의 대대장으로 부임하였다.
1921년 바이는 여단장으로 승진하였고, 군관학교 동문인 황샤오훙(黃紹竑)과 함께 광저우에서 쑨원(孫文)과 만났다. 쑨원은 황을 광시성 군대의 총사령관에 임명하였고, 바이를 참모장으로 임명하였다. 두 사람은 리쭝런(李宗仁)과 협동하여 1924년 광시 성내를 할거하던 군벌들을 토벌하였다. 바이충시는 이때 눈부신 군사적 재능을 발휘하였고, 이때 얻은 별명이 "작은 제갈량(小諸葛)"이었다. 또한 이때 바이와 리쭝런은 중국국민당에 가입했다. 바이, 리, 황을 묶어 광시 군벌 또는 계계군벌(桂係軍閥)이라고 한다.

## 북벌 및 국민당의 내분
1926년 북벌이 개시될 때, 바이는 국민혁명군의 부참모총장을 맡았다. 1927년 바이는 동로군을 지휘, 강시 성에서 공세를 시작하여 저장성을 점령하였다. 이해 바이충시는 장제스(蔣介石)와 함께 상하이에서 4·12 사건을 일으켜 국공합작으로 국민당을 도왔던 공산당원을 학살하였다. 이후 계속 진격하여, 후난성을 지배하던 군벌 쑨촨팡(孫傳芳)의 항복을 받았다.
1928년 북벌이 성공하여 중국 국민당의 주도로 중국 대륙의 대통합이 완성되었다. 그러나 이후 국민당은 내분하여 바이를 비롯한 광시군벌은 장제스와 대립하였다. 1929년 3월 광시군벌은 장제스에 반대하여 반란을 일으켰으나 패하여 바이는 베트남으로 도피하였다. 11월 이들은 다시 군사를 일으켜 광둥성을 점령하였다. 1930년 국민당내 군벌인 펑위샹(馮玉祥)과 옌시산(閻錫山) 등이 장제스에 반항하여 중원 대전을 일으키자, 광시 군벌은 다시 펑과 옌에 가담하였다.
1931년 9월 만주사변이 발발하자 국민당 각 계파는 외부의 적에 단결할 것을 맹세하고, 광시 군벌도 장제스의 난징정부와 화해했다.
1932년 4월 바이충시는 리쭝런과 함께 광시 성으로 돌아가 자치적인 정부와 군대를 꾸렸다. 그리고 홍군을 토벌하라는 장제스의 명령을 묵살하였다. 1936년 5월 "항일구국군"의 기치를 내걸고 광둥성 군대와 함께 항일에 소극적인 장제스에 반란을 일으켰으나 광둥성의 군대가 장제스에게 매수되어 실패하였다. 8월에 리와 바이는 장제스 중심의 항일을 지지한다는 성명을 내고 장제스와 화해하였다.

## 항일전쟁
1937년 7월 중일전쟁이 발발하자, 바이는 국민당군 부참모총장 겸 군훈부장(軍訓部長)에 임명되었다. 바이충시는 "게릴라전과 정규전을 혼합해서 작은 전투들의 승리를 쌓아 전쟁의 승리로 만들고 공간을 내주고 시간을 번다"는 전략을 마련하였다. 이는 "지구전"으로 불린것으로, 중국공산당 측의 항일전 전략과 거의 같았다. 리와 바이는 각지에서 전선을 지도하였고, 특히 1938년 산둥성의 타이얼좡 전투에서는 일본군과 정면대결을 하여 승리를 거두었다. 이는 패주를 거듭하던 국민당군으로서 거의 유일한 항일전투의 승리였다. 이후에도 여러 전투에 참전하여 국민당 장군으로서는 드물게 일본에 승리를 거두었다.

## 국공내전
1946년 국공내전이 발발하자 만주지역에서 국민당군을 지휘하여 린뱌오(林彪)의 공산군을 추격하였다. 이후 바이충시는 국민정부의 국방부장에 임명되어 만주를 떠나 중앙으로 전근되었다. 1947년 타이완에서 국민당군이 원주민을 학살하는 2.28 사건이 발발하자 바이는 장징궈(蔣經國)와 함께 진상조사를 하라는 명령을 받고 파견되었다. 이후 광시 성의 공산군 토벌을 위한 사령관으로 임명되었다.
1948년 5월 리쭝런이 중화민국의 부총통에 선임되었고, 바이는 국방부장에서 전근하여 화중 지방의 국민당군 총사령관이 되었다. 이해 말, 장제스의 직계 군대가 쉬저우 회전에서 공산군에게 대패하자, 장은 바이에게 구원을 요청하였다. 리쭝런과 바이충시는 공산당 측과 협상하기 위해 장의 퇴진을 요구하였다. 그리하여 장은 1949년 1월 하야하고, 리쭝런이 임시총통에 올랐다.
이해 4월 국민당과 공산당은 협상을 벌였으나, 타협에 이르지 못했다. 바이충시는 후난 성을 사수하려고 하였으나, 후난성 주석이었던 천밍런(陳明仁)이 공산당에 투항하여 이는 실패하였다. 공산군은 장강을 건너 물밀듯이 몰려왔고, 총병력 60만이었던 바이의 병력은 공산군에 패퇴하여 18만 병력만 겨우 하이난섬으로 후퇴하였다. 린뱌오가 지휘하는 제4야전군은 12월 14일까지 중국-베트남 국경까지 도달하였고, 리쭝런과 바이충시가 양성했던 광시성 병력(국민당군 제7군, 제48군)도 린뱌오 군에게 대부분 섬멸되고 2만 명만 베트남 방면으로 패주하였다.
바이충시는 12월에 자신의 부대가 있던 하이난섬으로 갔으나, 장제스는 그를 행정원장에 임명하겠다고 유혹하여 대만의 타이베이시로 불러들였다. 장은 바이를 행정원장 대신 총통 전략고문위원회 부위원장에 임명했으나, 이는 이름뿐인 자리였고, 실제로는 장제스는 자신에게 반란을 일으킨 적이 있는 바이를 연금상태에 두고 감시하였다.

## 국공내전 이후
장제스가 사임한 이후 리쭝런이 중화민국의 임시총통이 되어 공산당 측과 협상하지만, 협상은 결렬되어 공산군은 대륙을 장악하고, 장제스는 타이완으로 도피했고, 리쭝런은 미국으로 망명했다. 장제스는 다시 타이완에서 중화민국의 총통으로 복귀하였고, 바이는 장제스의 감시하에서 한직을 맴돌았다. 1966년 바이는 타이완에서 사망하였다. 묘지는 타이베이의 회족 묘지에 있다.

## 가족관계
아내와 10자녀를 두었다. 저명한 작가인 바이셴융(白先勇)은 그의 아들이다. 또한 아내의 사후 젊은 간호사와 내연관계가 있었지만 결혼하지는 않았다.